# José Tapias
José Jaime Tapias Patrón (Cartagena de Indias, Colombia, 20 de enero de 1957) es un entrenador de baloncesto colombiano. Su trayectoria profesional comenzó en su ciudad natal, Cartagena, pero logró el éxito en Bogotá al ser el primer técnico y campeón tres veces en Colombia con Piratas de Bogotá.
Como funcionario público, fue director del Instituto Distrital de Recreación y Deporte (IDRD) entre 2004 y 2008 durante la administración de Luis Eduardo Garzón, ganando en la gala del Deportista del Año de El Espectador el premio a Dirigente Deportivo del Año en 2007. Tapias renunció al cargo tras la derrota de la delegación de Bogotá en los Juegos Nacionales de 2008. En 2009 fue director del Instituto de Deporte y Recreación (IDER) de Cartagena.
Fue candidato al Concejo de Bogotá en las elecciones de 2011, sin ser elegido.
Tras su paso por la política regresó a Piratas de Bogotá con el surgimiento de la Liga Directv de Baloncesto, donde fue técnico entre 2013 y julio de 2014, salió de ese rol para ser director deportivo y volviendo al banquillo técnico desde 2015.

## Palmarés
- Liga Profesional de Baloncesto
  - Campeón: 1999, 2003 y 2014
- Dirigente Deportivo del Año (El Espectador)
  - 2007